# E26 (trasa europejska)
E26 – trasa europejska łącznikowa, biegnąca przez Niemcy. Długość trasy wynosi 283 km.

## Historia
Trasa powstała w 1983 roku, pierwotnie jako arteria relacji Berlin – Szczecin – Słupsk – Gdańsk. W 1985 roku zmieniono numer trasy na E28 oraz utworzono nową E26 o obecnym przebiegu.

## Ważniejsze miejscowości leżące przy trasie E26
- Hamburg
- Mölln
- Ludwigslust
- Wittstock/Dosse
- Neuruppin
- Berlin